# Lamb (film, 2021)
Pour les articles homonymes, voir Lamb.
Pour plus de détails, voir Fiche technique et Distribution.
Lamb (Dýrið) est un drame psychologique islandais co-écrit et réalisé par Valdimar Jóhannsson, sorti en 2021.

## Synopsis
Maria et Ingvar sont un couple d'éleveurs ovins qui exploite une ferme très isolée en Islande. Ils aiment beaucoup leurs bêtes et tout se passe bien jusqu'au jour où une brebis met bas un agneau différent. Maria l'emporte dans la maison et le met dans un berceau, lui donne le biberon et éprouve pour elle (c'est une brebis) un amour maternel, son mari l'encourage et éprouve les mêmes sentiments. Le petit être est appelé Ada (on apprend par la suite que le couple a perdu un enfant portant ce nom). La mère animale d'Ada s'échappe souvent du troupeau et vient bêler devant les fenêtres de la ferme, ce qui exaspère Maria, lui rappelant son égoïsme humain et la folie de son acte, elle finit par l'abattre.
Ada grandit et l'on voit que c'est un être hybride, mi-humain mi-animal, elle marche en position verticale et comprend ce qu'on lui dit comme un animal dressé. Seul le frère d'Ingvar qui passe leur rendre visite est au courant de l'existence d'Ada. D'abord choqué, il rejette l'existence d'Ada mais finit lui aussi par accepter sa place dans le couple de son frère. Mais la transgression homme-animal ne peut rester en dehors des lois de la nature et le surnaturel surgira d'une façon tragique.

## Fiche technique
Sauf indication contraire, les informations mentionnées dans cette section peuvent être confirmées par la base de données cinématographiques IMDb,  présente dans la section « Liens externes ».
- Titre original : Dýrið
- Titre anglais et français : Lamb
- Réalisation : Valdimar Jóhannsson
- Scénario : Sigurjón Birgir Sigurðsson et Valdimar Jóhannsson
- Musique : Tóti Guðnason
- Production : Hrönn Kristinsdóttir, Sara Nassim, Piodor Gustafsson, Erik Rydell, Klaudia Śmieja-Rostworowska et Jan Naszewsk
- Sociétés de production : Go to Sheep, Boom Films et Black Spark Prods.
- Pays de production :  Islande,  Suède et  Pologne
- Langue originale : islandais
- Format : couleur
- Genre : drame, fantastique et folk horror[1],[2]
- Durée : 106 minutes
- Dates de sortie :
  - France : 13 juillet 2021 (Festival de Cannes) ; 29 décembre 2021 (en salles)
  - Islande : 24 septembre 2021

## Distribution
- Noomi Rapace (VF : Julie Dumas) : Maria
- Hilmir Snær Guðnason (VF : Sylvain Agaësse) : Ingvar
- Björn Hlynur Haraldsson (VF : Xavier Fagnon) : Pétur
- Ingvar E. Sigurðsson
- Ester Bibi

Version française (VF) d'après le carton de doublage

## Sortie

### Accueil critique
En France, le site Allociné recense une moyenne des critiques presse de 3,4/5.

## Distinctions

### Récompenses
- Festival de Cannes 2021 : Prix de l'originalité (Un certain regard)[4]
- Festival international du film de Catalogne 2021 : meilleur film et meilleure actrice pour Noomi Rapace[5],[6]
- Prix du cinéma européen 2021 : Meilleurs effets spéciaux
- Nordic Council Film Prize : meilleur film
- Prix Edda : meilleur film[7]

### Sélection
- L'Étrange Festival 2021 : compétition officielle[8]